# Pidgin Basque–Iceland
Pidgin Basque–Iceland là một pidgin từng hiện diện ở Iceland vào thế kỷ XVII. Nó được ghi nhận trong các bản thảo ở Westfjords. Pidgin này mang từ vựng tiếng Basque, German và Rôman. Có thể nó hình thành ở Westfjords nhưng do nó có từ vựng của nhiều ngôn ngữ châu Âu, nhiều khả năng nó được nhen nhúm ở nơi khác rồi được thủy thủ người Basque mang đến Iceland.
Trong bản thảo AM 987 4to, giữ tại Học viện Árni Magnússon về Iceland học ở Reykjavík, có hai mục từ gọi là Vocabula Gallica ('từ tiếng Pháp') và Vocabula Biscaica ('từ tiếng Biscaya'). Trong Vocabula Biscaica (gồm 278 từ và câu ngắn), có một vài cụm từ mà tiếng Basque bị pha trộn với tiếng Hà Lan, tiếng Anh, tiếng Pháp, tiếng Đức và tiếng Tây Ban Nha. Pidgin Basque–Iceland bởi vậy thực là sự trộn lẫn giữa tiếng Basque và một loạt ngôn ngữ khác. Cái tên "Basque–Iceland" là nhằm cho biết việc nó được viết ở Iceland và được dịch sang tiếng Iceland.

## Từ vựng trong Vocabula Biscaica

Người Basque đến Iceland để đánh cá. Nghề săn cá voi, trong một khoảng thời gian dài, từng là một nghề quan trọng ở xứ Basque. Hình trên là ấn chương của làng Getaria tại Lapurdi.

Ấn chương của làng Ondarroa tại Bizkaia.

| Số thứ tự | Pidgin Basque–Iceland                                               | Tiếng Basque                                                   | Tiếng Iceland                                                 | Bản dịch                                                           |
| --------- | ------------------------------------------------------------------- | -------------------------------------------------------------- | ------------------------------------------------------------- | ------------------------------------------------------------------ |
| 193 & 225 | presenta for mi                                                     | Emadazu                                                        | giefdu mier                                                   | Đưa tôi; cho tôi                                                   |
| 196       | bocata for mi attora                                                | Garbitu iezadazu atorra                                        | þvodu fyrer mig skyrtu                                        | Giặt áo giùm tôi                                                   |
| 216       | presenta for mi locaria                                             | Emazkidazu lokarriak                                           | giefdu mier socka bond                                        | Đưa tôi nịt bít tất                                                |
| 217       | ser ju presenta for mi                                              | Zer emango didazu?                                             | hvad gefur þu mier                                            | Bạn đưa tôi cái gì?                                                |
| 218       | for mi presenta for ju biskusa eta sagarduna                        | Bizkotxa eta sagardoa emango dizkizut                          | Eg skal gefa þier braudkoku og Syrdryck                       | Tôi sẽ đưa bạn một cái bánh quy và một món uống chua nào đó        |
| 219       | trucka cammisola                                                    | Jertse bat erosi                                               | kaufftu peisu                                                 | Mua áo len                                                         |
| 220       | sumbatt galsardia for                                               | Zenbat galtzerditarako?                                        | fyrer hvad marga socka                                        | Mấy chiếc vớ?                                                      |
| 223       | Cavinit trucka for mi                                               | Ez dut ezer erosiko                                            | eckert kaupe eg                                               | Tôi chẳng mua gì cả                                                |
| 224       | Christ Maria presenta for mi Balia, for mi, presenta for ju bustana | Kristok eta Mariak balea ematen badidate, buztana emango dizut | gefe Christur og Maria mier hval, skal jeg gefa þier spordenn | Nếu Christ và Mary ban tôi một con cá voi, tôi sẽ cho bạn cái đuôi |
| 226       | for ju mala gissuna                                                 | Gizon gaiztoa zara                                             | þu ert vondur madur                                           | Mi là kẻ xấu                                                       |
| 227       | presenta for mi berrua usnia eta berria bura                        | Emadazu esne beroa eta gurin berria                            | gefdu mier heita miölk og nyt smior                           | Cho tôi sữa ấm và bơ mới                                           |
| 228       | ser travala for ju                                                  | Zertan egiten duzu lan?                                        | hvad giorer þu                                                | Bạn làm gì?                                                        |

### Từ tiếng Basque
- atorra, atorra 'áo'
- balia, balea 'cá voi'
- berria, berria 'mới'
- berrua, beroa 'ấm'
- biskusa, từ bizkoxa 'bánh quy', ngày nay nghĩa là gâteau Basque (căn nguyên lại từ bescuit tiếng Pháp)
- bocata[5]
- bustana, buztana 'đuôi'
- eta, eta 'và'
- galsardia, galtzerdia 'với'
- gissuna, gizona 'người đàn ông'
- locaria, lokarria
- sagarduna, sagardoa 'rượu táo'
- ser, zer 'cái gì'
- sumbatt, zenbat 'mấy, bao nhiêu'
- travala, tiếng Basque cổ trabaillatu, liên quan đến travailler tiếng Pháp và trabajar tiếng Tây Ban Nha 'to work'
- usnia, esnea 'sữa'
- bura, phương ngữ Lapurdi burra[6] 'bơ' (so với beurre tiếng Pháp, burro tiếng Ý và burre tiếng Occitan)

### Từ gốc German
- cavinit, từ một cụm từ tiếng Hà Lan cổ tương đương với gar nichts tiếng Đức 'chẳng có gì'[7] or Low German kein bit niet 'not a bit'[8]
- for trong cụm sumbatt galsardia for bắt nguồn từ một ngôn ngữ German nào đó[9]
- for mi, 'for me' tiếng Anh
- for ju, 'for you' tiếng Anh

### Từ gốc Rôman
- cammisola, camisola tiếng Tây Ban Nha 'áo'
- mala, mal tiếng Pháp hoặc tiếng Tây Ban Nha 'xấu' hay 'ác'
- trucka, trocar tiếng Tây Ban Nha 'trao đổi'[10]